# Castleiney
Castleiney is een plaats in het Ierse graafschap Tipperary.